# Короцко (деревня)
Короцко — деревня в Валдайском муниципальном районе Новгородской области, входит в Короцкое сельское поселение.
Деревня расположена на Валдайской возвышенности, на западном берегу Короцкого озера, в километре к югу от административного центра сельского поселения одноимённого посёлка Короцко и в 6 км южнее Валдая.
Впервые деревня упоминается в писцовых книгах Деревской пятины, как Короцкий погост. В XVII веке близ Короцко возникла небольшая монашеская община. Монахами был поставлен новый деревянный храм Покрова, вместо разорённого старого деревянного, затем был выстроен ещё один деревянный храм, во имя святителя Николая Мирликийского. Так здесь возник Покровский монастырь. В начале XVIII века Покровский монастырь был упразднён.
В 1724 году в семье дьячка Никольского храма Савелия родился святитель Тихон Задонский. С 1863 года к северу от села было начато строительство монастыря во имя этого святого угодника. Короцкий общежительный женский монастырь открылся в 1881 году. В 1931 году монастырь был закрыт, а с 1937 года в его зданиях разместили Валдайскую районную психиатрическую больницу. 
Рядом с больницей и монастырём с 1946 года начал строиться посёлок Короцко, а бывшее село Короцко — ныне деревня.